# Јасмина Врбавац
Јасмина Врбавац (1965, Београд) српска је списатељица, књижевни критичар и уредник на РТС-у.

## Биографија
Рођена је 1965. године у Београду, где је и дипломирала на Филолошком факултету Универзитета у Београду, а магистрирала на Факултету драмских уметности. Ради као уредник у Редакцији за културу РТС-а, где од децембра 2000. године ауторски осмишљава, уређује и води месечну емисију о савременој књижевности „Вавилон“. Пише и објављује књижевну критику у већини српских књижевних часописа и дневном листу Политика. У 2014. години је изабрана за члана жирија НИН-ове награде за најбољи роман објављен на српском језику. Члан је Српског књижевног друштва.

## Објављена дела
- Жртвовање краља, мит у драмама Љубомира Симовића, (магистарски рад) Позоришни музеј Војводине, Нови Сад, 2005.[5]
- Три и по, Агора, Зрењанин, 2007.
- Идентитет у процепу, књига критика и те-ве критика, Агора, Зрењанин, 2012.[6]

## Антологије и избори
Заступљена у тематским збиркама прича домаћих аутора:
- Чаробна шума (српска еротска прича), приредили Васа Павковић и Дејан Илић, Радио Б92, Београд, 1996.
- На трагу (српска крими прича), приредио Васа Павковић, Библиотека Реч, Панчево 1998.

## Награде и признања
- Награда Стеријиног позорја за театрологију, за књигу „Жртвовање краља, мит у драмама Љубомира Симовића“, Нови Сад 2008.
- Награда „Милан Богдановић”, за књижевну критику, за текст „Потрага за смислом”, објављен у дневној рубрици Култура у листу „Политика”, (11. фебруара 2009), за 2010.[7]